# Jamaica en los Juegos Olímpicos de México 1968
Jamaica estuvo representada en los Juegos Olímpicos de México 1968 por un total de 25 deportistas que compitieron en 5 deportes.  

## Medallistas
El equipo olímpico jamaicano obtuvo las siguientes medallas:
| Nombre        | Deporte   | Competición |
| ------------- | --------- | ----------- |
| Oro           |           |             |
| —             |           |             |
| Plata         |           |             |
| Lennox Miller | Atletismo | 100 m M     |
| Bronce        |           |             |
| —             |           |             |